# Kamienica Pod Głową św. Jana we Wrocławiu
Kamienica Pod Głową św. Jana we Wrocławiu, Kamienica Pod Morwą (niem. Maulbeerbaum) – kamienica na wrocławskim rynku, na jego północnej pierzei, zwanej Targiem Łakoci; dawny dom handlowy Marcus, który wraz z przedwojennymi domami handlowymi „Trautner” i „Hünert” stanowi „najważniejszy relikt oryginalnej zabudowy północnej pierzei Rynku”.

## Historia i architektura kamienicy

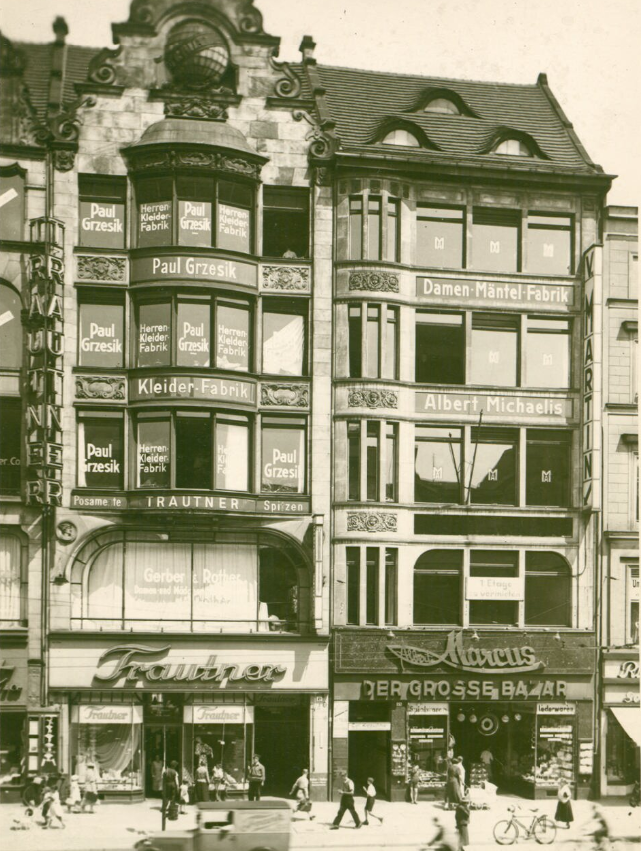
Kamienica przy Rynku 48 (z prawej) w latach 1936–1938

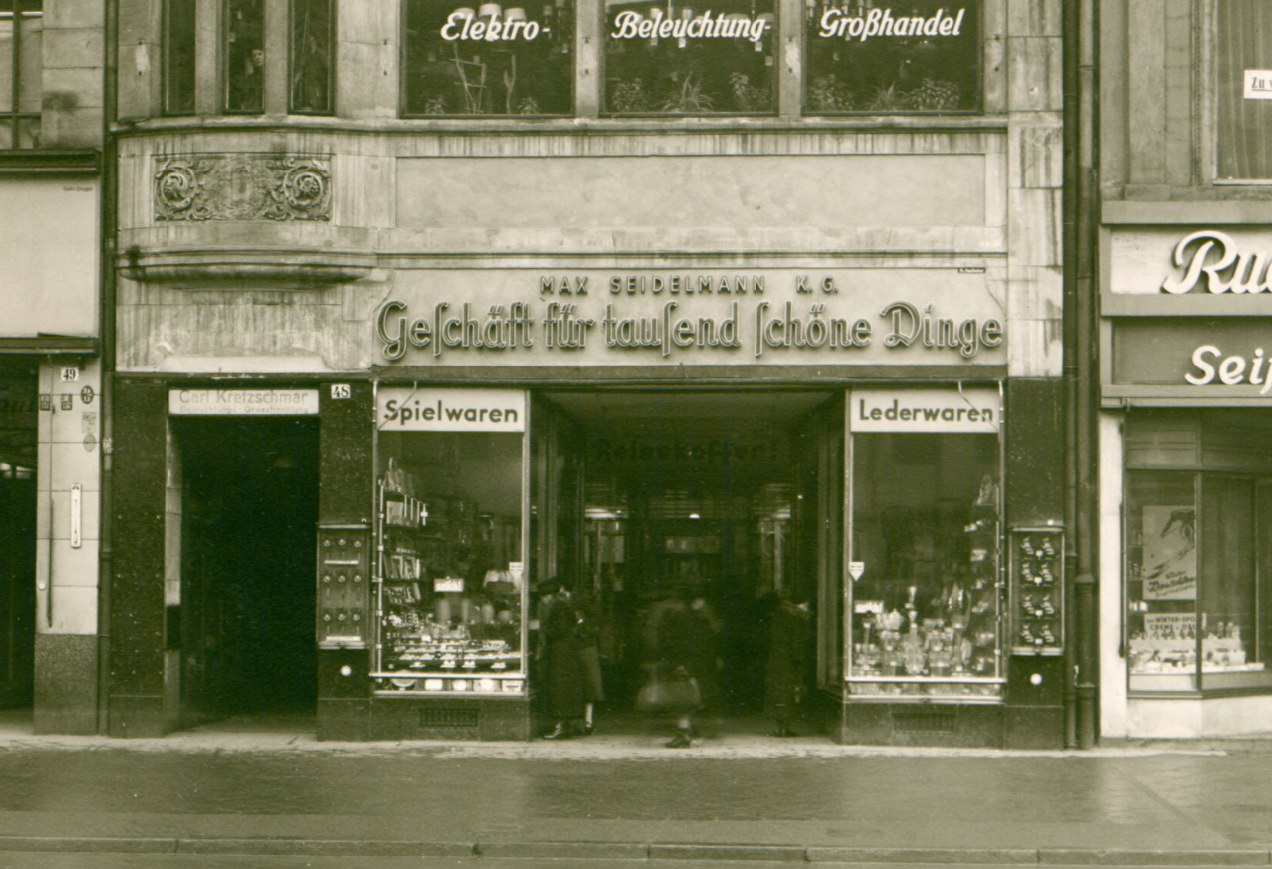
Dolna kondygnacja budynku, wystawy sklepowe 1937–1939

Jedna z najstarszych zabudowanych parceli na wrocławskim Rynku, na której pierwsze ślady murowanej budowli pochodzą z drugiej połowy XIII wieku. Jej relikty znajdują się obecnie w piwnicach kamienicy. Pierwotnie budynek zajmował większą powierzchnię niż obecnie, obejmował dzisiejszą parcelę nr 49 i miał ok. 18 metrów szerokości. Pod koniec XIII wieku budynek podzielono na dwie części; powstały kamienice o szerokości 9 metrów każda, a od strony kamienicy 48 dobudowano tylne skrzydło. Na przełomie XIV i XV wieku dobudowano pozostałą część tylną, tworząc dwutraktowy budynek oraz wzniesiono oficynę. W tym samym okresie nad wejściem budynku pojawiła się płaskorzeźba z głową św. Jana Chrzciciela na misie, podtrzymywaną przez dwa klęczące anioły, ujętymi obramieniem w formie łęku w ośli grzbiet. Od tej płaskorzeźby kamienica zyskała swoją nazwę. Od 1355 roku, w dostępnych źródłach powtarzają się informacje o przyłączonych do posesji nieruchomości zatylnych (w okolicy posesji przy ulicy Igielnej 20) o szerokości ok. 7 metrów.
W ciągu kolejnych wieków kamienica przechodziła kilka poważniejszych modernizacji: na początku XVII wieku wejście główne zyskało późnorenesansowy portal. Otwór drzwiowy był zamknięty łukiem pełnym a jego węgary ozdobione ornamentem z dekorowanego półwałka. W przyłuczach znajdowały się ozdobne formy diamentowe a wyżej klasyczne belkowanie. Nad gzymsem umieszczony został klasyczny tympanon z zachowaną wcześniejszą płaskorzeźbioną głową św. Jana na misie. Po obu stronach zostały antytetyczne ustawione figury aniołów ze świecami z ok. 1400 roku lub kolumnami w rękach. W XIX wieku, podczas przebudowy, portal wraz z tympanonem został przeniesiony ne ścianę elewacji tylnej; nie zachowały się. Figurki aniołków obecnie znajdują się w zbiorach Muzeum Narodowego we Wrocławiu.
Po 1742 roku, gdy właścicielem budynku był Christian Friedrich Krügelstein, fasada kamienicy zyskała barokowy wygląd. W latach pięćdziesiątych i sześćdziesiątych XIX wieku w kamienicy na pierwszym piętrze znajdowało się atelier fotograficzne Carla G Wernera, jednego z pierwszych fotografów we Wrocławiu, autor jedynych zdjęć Domu Płócienników z 1859 roku, należących do najstarszych i najcenniejszych widoków miasta Wrocławia. W jego sklepie można było kupić aparaty fotograficzne, odczynniki fotograficzne, a także zapisać się na praktyczną naukę fotografii.
W 1878 właścicielem kamienicy został Adolf Loewy, który budynek rozebrał, a w jego miejsc wzniósł kamienicę w formie nawiązującą do eklektyzmu. W kamienicy od 1887 znajdował się dom handlowy Wohn-und Geschäftshaus Levy jr.

W latach 1908–1909 kamienica została przekształcona na wczesnomodernistyczny secesyjny dom handlowy "Marcus, Der grosse Bazar". Jego projektantem była firma Schlesinger & Benedict, a zleceniodawcą projektu Albert Michaelis. Nowy dom handlowy miał konstrukcję żelbetonową, układ sześciotraktowy, pięć kondygnacji. Fasada była czteroosiowa z czterokondygnacyjnym wykuszem z lewej strony budynku. Obłożona była naturalnym piaskowcem. W części parterowej, obok wejścia do sieni znajdowało się wejście do pasażu Der Grosse Bazar otoczone przeszklonymi witrynami. Wyższe kondygnacje miały po trzy duże okna witrynowe zakończone z prawej strony pilastrem schodzącym do parteru. Kamienica w części frontowej pokryta była dwuspadowym dachem kalenicowym, a w części tylnej dachem pulpitowym. W zachodniej części znajdowała się sień przelotowa z klatką schodową.

### Właściciele i postacie związane z kamienicą
Pierwszym znanym właścicielem kamienicy do 1345 był Hans Schacht. W 1346 kamienica została podzielona pomiędzy dwóch właścicieli: Schachta i Katarzynę Sechsbecherinne. Taki stan trwał do 1350, kiedy to pieczę nad całą posesją przejął zięć Hansa, Hans Sechsbechir. Pochodził on z Środy Śląskiej, jego rodzina inwestowała w posiadłości ziemskie a on sam w latach 1356-1377 był wybierany wrocławskim rajcą i ławnikiem. W 1355 zakupił od kupca Lorenza Zadelnaita (Wawrzyńca Czadilmaita) posesję znajdująca się za kamienicą 48 a sam Zadelnait w latach 1360-1373 był właścicielem kamienicy nr 24 przy wrocławskim Rynku. W 1357 Hans sprzedał kamienicę Pawłowi Rymer, kolejnemu handlarzowi nieruchomościami, który na przestrzeni od 1347 do 1358 był czasowym właścicielem pięciu kamienic stojących przy wrocławskim Rynku: Rynek 56 (1347-1350), Rynek 55 (1350-1352), Rynek 15 (1350-1357) i Rynek 59 (1358). W 1364 Pawłowi Rymer sprzedał kamienice pisarzowi ziemskiemu Piotrowi, który w tym samym roku zakupił sąsiednią kamienicę nr 49 a rok później kamienicę nr 47. Piotr handlował nieruchomościami, a od 1367 do 1372 był tytułowany notariuszem (pisarzem miejskim).
W latach 1380–1400 kamienica stała się własnością Heinricha Kornichin (Molschriber, Molschreyber) i jego rodziny. W 1400 prawo do budynku uzyskali wspólnie Tilem Molschriber (w porozumieniu) i jego szwagier Peter Raster. Molschriberowie trudnili się piwowarstwem, posiadali przywilej piwowarski, a na tyłach swojej posesji prowadzili swój interes. Peter Raster był karczmarzem, posiadał gospodę przy ulicy Junkierskiej, był członkiem korporacji posiadaczy przywileju browarniczego a w 1406 przysięgłym cechu. Zajmował się również handlem dalekosiężnym — swoje interesy prowadził w Górnych Niemczech, w Wenecji, w Małopolsce i na Węgrzech. Od 1405 nabywał posiadłości wiejskie i zastawy na wsie. W latach 1408–1417 oraz w 1421–1437 zasiadał w radzie miejskiej i ławach. Zmarł w 1440 roku a kamienicę odziedziczyła jego trzecia żona, Hedwig, która już w tym samym roku wyszła za mąż za Niclasa Thomasa z Namysłowa i jemu to przepisała cały majątek. Hedwig zmarła w 1443 roku, a Niclas w 1450. W latach 1454–1464 właścicielem kamienicy pozostawał Vinzenz von Gandau a po jego śmierci jego córka Anna, która wraz ze swoimi kolejnymi mężami, Heinczem Garthenerem i Jorgem Saffranem, aż do 1489, zarządzała posesją.
W 1489 nowym właścicielem kamienicy został kamieniarz, mistrz Joachim Gran (Grom). Prawa obywatela Wrocławia nabył w 1473 roku zaraz po zakupie domu przy ulicy Szewskiej. Jako budowniczy stał się znany po wykonaniu sklepienia nawy katedry we Lwowie w 1481 roku. W 1494 stał się właścicielem innej, prestiżowej kamienicy przy wrocławskim Rynku 52 przez co przez kolejne pięć lat posiadał dwie przyrynkowe kamienice. W 1499 dom został sprzedany małżeństwu Georgowi i Magdalenie Kozeler.
W 1564 roku właścicielem budynku był B. Traft

## Po II wojnie światowej
W trakcie działań wojennych w 1945 roku kamienica uległa nieznacznym zniszczeniom. Od lat 60. XX wieku w kamienicy znajdował się dom handlowy „DH Ludwik”, który jeszcze w 1988 otrzymał tytuł „Najlepszego sklepu wzorcowego” w Polsce. W 1993 roku w kamienicy został otworzony pierwszy w Polsce lokal Pizzy Hut.